# Silene zawadzkii
Silene zawadzkii là loài thực vật có hoa thuộc họ Cẩm chướng. Loài này được Herbich miêu tả khoa học đầu tiên năm 1835.